# María José Pizarro Rodríguez
María José Pizarro Rodríguez   (Bogotà, 30 de març de 1978) és una política i artista plàstica colombiana, congressista per al període 2018-2022 a la Cambra de Representants per la coalició política Llista de la Decència. Obtingué el quart millor resultat en les eleccions legislatives de Colòmbia de 2018 amb 78.000 vots.

## Biografia
És filla de Carlos Pizarro Leongómez, líder del Moviment 19 d'abril (M-19) que fou assassinat quan era candidat presidencial, i Myriam Rodríguez.
Durant la seva infància i joventut va viure a l'exili entre Equador, Nicaragua i França a causa de la persecució cap al seu pare i la seva família. Va retornar a Colòmbia quan el seu pare fou candidat presidencial el 1990 i va exiliar-se de nou després del seu assassinat. El 2002 s'establí a Barcelona per a tornar definitivament a Colòmbia el 2010. Va realitzar una exposició al Museu Nacional de Colòmbia titulada: Ya vuelvo: Carlos Pizarro, una vida por la paz, que es va presentar també a Cali i Barcelona.
Té estudis de joieria i arts plàstiques, i va treballar amb la Secretaria de Cultura de Bogotà (2011-2013) i al Centre Nacional de Memòria Històrica (2013-2017). Ha dedicat bona part del seu treball a reconstruir la memòria del seu pare i en homenatge a les víctimes del conflicte armat colombià.
| «                    | Perquè les guerres que hem viscut no es tornin a repetir, cal tenir-les sempre presents. Jo vaig aprendre la importància de la memòria quan vaig començar a rescatar la història del meu pare. | » |
| — María José Pizarro | |   |

## Obra publicada
- Pizarro Rodríguez, María José: De su puño y letra. Editorial Penguin Random House Grupo Editorial Colombia, (2015), ISBN 9789588806884
- Amb Simón Hernández (2015): Pizarro. Documental realitzat per La Popular i Señal Colombia.[15]